# 法登 (澳大利亞國會選區)
法登選區（英語：Division of Fadden），是澳大利亞昆士蘭州的下議院選區，位於州府布里斯班以南、黃金海岸北部，面積395平方公里。
選區始於1977年，因第十三任總理亞瑟·法登而得名。多數時間是自由黨的選區。2023年補選時，當區的卡梅倫・考德威爾以昆士蘭自由國家黨名義當選。